# Saint-Denis-sur-Coise
Saint-Denis-sur-Coise is een gemeente in het Franse departement Loire (regio Auvergne-Rhône-Alpes) en telt 548 inwoners (1999). De plaats maakt deel uit van het arrondissement Montbrison.

## Geografie
De oppervlakte van Saint-Denis-sur-Coise bedraagt 10,9 km², de bevolkingsdichtheid is 50,3 inwoners per km².
De onderstaande kaart toont de ligging van Saint-Denis-sur-Coise met de belangrijkste infrastructuur en aangrenzende gemeenten.

## Demografie
Onderstaande figuur toont het verloop van het inwonertal (bron: INSEE-tellingen).

## Historische afbeeldingen

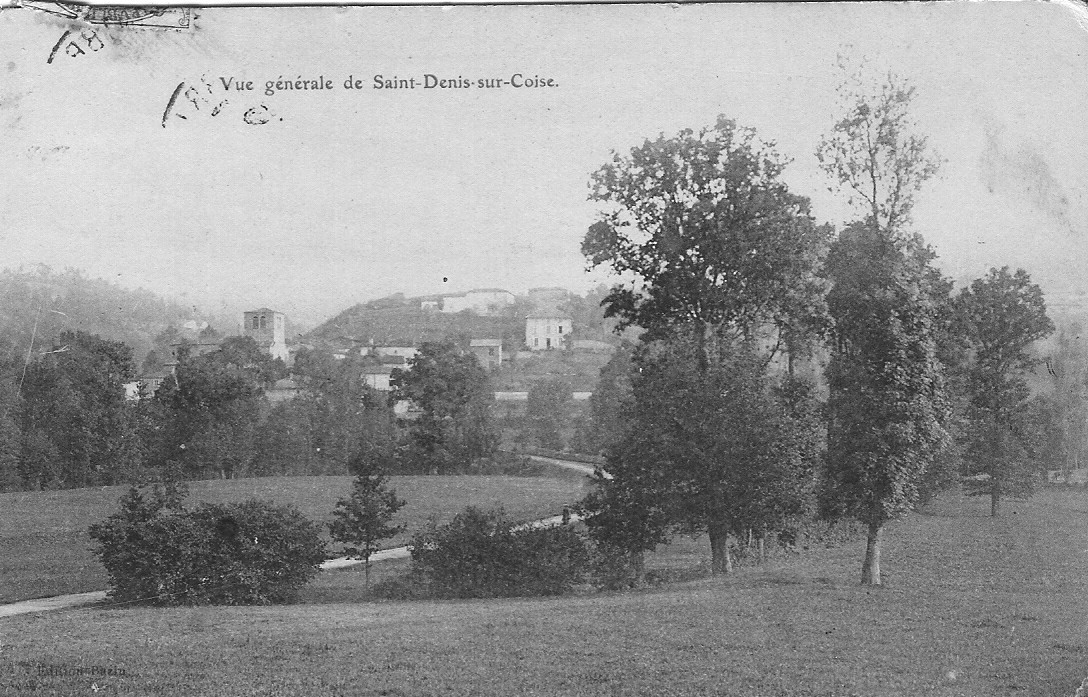
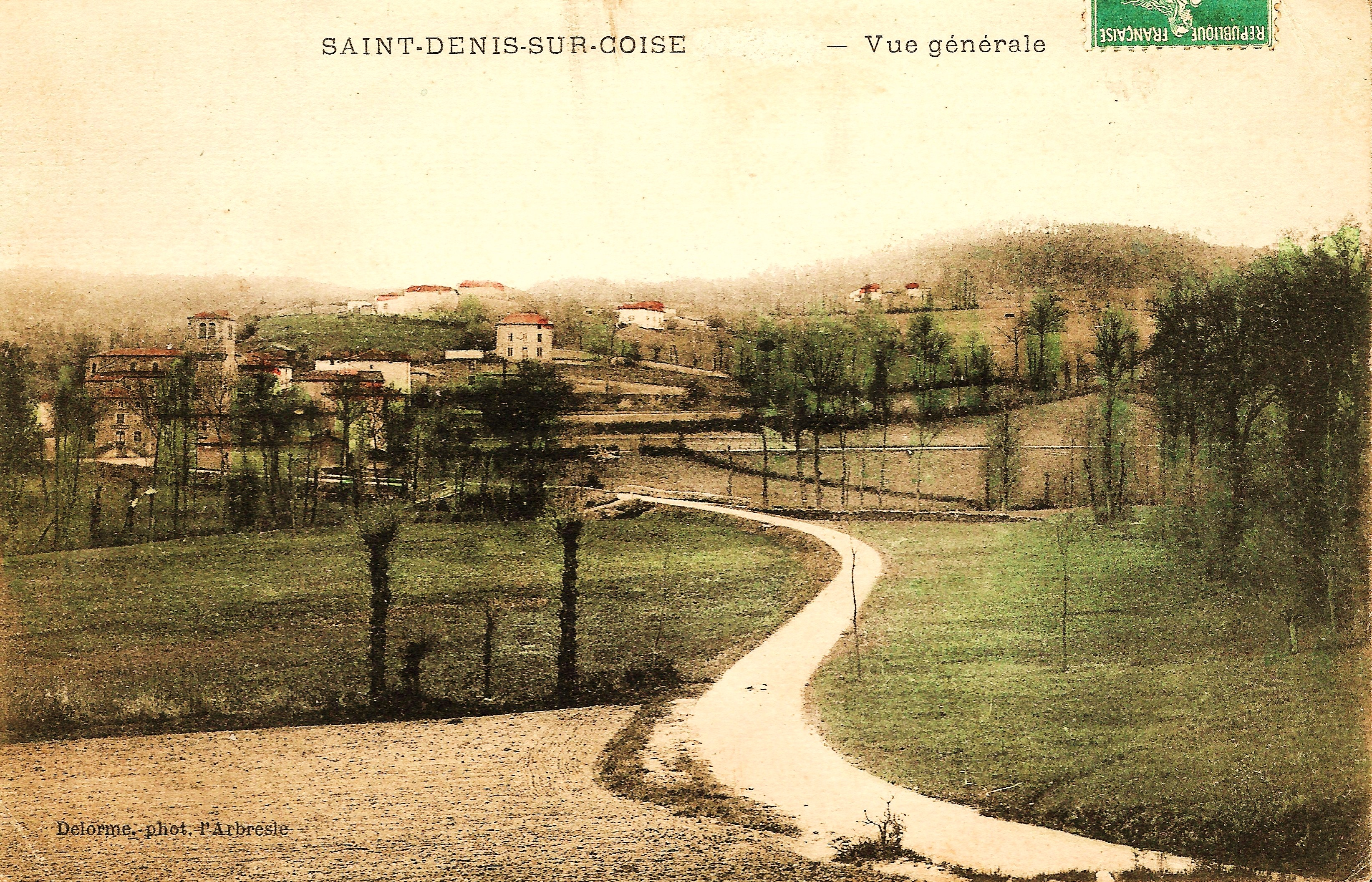